# バラット・ジャグデオ
バラット・ジャグデオ（英: Bharrat Jagdeo、1964年1月23日 - ）は、ガイアナの政治家。現在、同国副大統領。金融相時代に当時のジャネット・ジェーガン大統領から後任に任じられ、2001年と2006年の総選挙でいずれも勝利し、2011年まで大統領を務めた。

## 経歴
デメララ地方東海岸のユニティ・ヴィレッジ生まれ。13歳のとき人民進歩党（PPP）の青年部「進歩青年機構」に加入し、16歳でPPP党員になった。その後、党の地方組織の指導者にまで上り詰めた。
1990年にモスクワのパトリス・ルムンバ名称民族友好大学（現 ロシア諸民族友好大学）から経済学の学士号を取得、帰国後はエコノミストとして国家立案事務局に勤めた。1992年10月の総選挙でPPPが勝利すると、金融相の特別アドバイザーに任命された。2010年2月6日にはロシア諸民族友好大学から名誉博士の称号を贈られている。
1993年10月に金融副大臣に任命され、その数週間後に開かれたPPPの第24次会合では党中央委員に選出された。後に執行委員に昇格している。1995年5月に金融相に昇格。1999年8月8日に当時のジェーガン大統領が病気療養を理由に職を辞し、ジャグデオを後任に指名した。そのため、憲法の規定により翌日首相に指名された。8月11日に大統領宣誓式が行われた。
2006年8月28日の総選挙でPPPは総投票の54.6%を獲得し、定数65議席の国会で36議席を占め多数派を形成した。これを受け、ジャグデオは9月2日に2期目の宣誓を行い、5年間の任期をスタートさせた。
2008年8月2日に開かれたPPPの第29次会合で、ジャグデオは最高得票となる777票を得て党中央委員に選出された。それから8月12日に同党執行委員にも選出された。同年5月には南米諸国連合の基本条約に調印している。
二期目の任期満了にともない2011年末に大統領職を辞任、12月4日に次期大統領の宣誓式が行われた。
2020年8月2日、イルファーン・アリ政権下で副大統領に就任。